# 지쉬 와일리
지쉬 와일리(Geeshie Wiley, 1908년경?~1933년 이후)는 미국의 컨트리 블루스 음악가다. 그녀는 송스터로 여겨지며 컨트리 블루스의 팬들은 그녀를 당대 최고의 음악가들 중 한 명으로 여긴다. 그는 1930년 및 1931년에 총 6곡을 작업했다. 그녀로 알려진 사진은 없다. 이름은 릴리, 가운데 이름(미들 네임)은 매로 밝혀졌으나 성은 미상이다.

## 녹음
그녀는 1930년 3월경에 위스콘신주 그래프턴에서 3~4곡을 녹음했다. 기타를 쳤는지 확실하지는 않은데, 기타를 쳤을 경우 4곡을 녹음한 것이고 아니라면 3곡을 녹음한 것이다. 녹음 경위는 이렇다. 파라마운트 레코드 측의 인물 라이블리가 어느 날 그녀에게 접근했는데 그녀는 그를 데리고 친밀한 관계이던 L. V. 토마스(L. V. Thomas)에게 찾아왔다. 그녀와 토마스의 연주를 들어본 라이블리는 북쪽으로 가서 음반 작업을 했으면 좋겠다고 말했고 그들은 동의했다. 당시 둘 다 파라마운트 레코드를 알고 있었다.
이후 1931년 3월경에 그녀와 토마스는 그래프턴에 다시 와서 듀오로 “Pick Poor Robin Clean”, “Eagles On A Half”를 녹음했다. 이번에도 그녀가 기타를 연주했는지는 확실하지 않다. 녹음된 곡들의 음반은 현재 10개 미만으로 알려져 있다.
그녀가 녹음한 곡 중 “Last Kind Words Blues”는 큰 호평을 받는 곡이다. 그녀의 기타 연주 방식에 관해 그녀가 텍사스 동부, 루이지애나 남부, 미시시피 남서쪽의 음악가들과 협연하고 영향을 받았다는 주장이 제기되었다.

## 생애
그녀의 생애는 거의 밝혀지지 않았다. 지쉬는 'Geeshie' 외에도 'Geechie', 'Gitchie'로 표기된다. 지쉬는 별명이나 예명일 가능성이 높으며 그녀가 걸러인의 혈통이거나 그녀의 피부와 머리가 붉은 색이었음을 나타낸다.
이쉬먼 브레이시(Ishman Bracey)는 게리 딘 워드로우에게 자신이 1920년대 말에 미시시피주 잭슨에서 그녀를 만났고 그녀가 미시시피주 나체스 출신이며, 만날 당시 그녀가 파파 찰리 맥코이(Papa Charlie McCoy)의 연인이었고 몇 달 간 잭슨의 존 하트 스트리트에 있었다고 말했다. 또한 그녀가 파라마운트 레코드 세션이 끝나고 얼마 안 가 잭슨을 떠났다고 언급했다.
1920년대 의약품 선전 판매쇼에서 활동했다는 얘기도 전해진다. 일부 증거는 그녀가 케이시 빌 웰던과 결혼했음을 나타낸다. 로버트 윌킨스(Robert Wilkins)는 1930년경에 미시시피주 동부에서 그녀를 봤다고 말했다. 미시시피주 옥스퍼드에 거주하던 음악가 하버트 와일리(Herbert Wiley)는 그녀가 그의 아버지의 사촌이며 아버지가 그에게 그녀가 1938년 혹은 1939년에 죽었다고 말해줬다고 밝혔다. 밥 L. 이글과 에릭 S. 르블랑은 1906년 옥스퍼드에서 태어난 와디 메이 와일리가 그녀일 수도 있다고 주장했다.
이후 2014년 존 제레미아 설리번(John Jeremiah Sullivan)에 의해 뉴욕 타임스에서 연구자 맥 맥코믹(Mack McCormick)이 했던 연구가 공개되었다. 맥코믹은 1961년에 텍사스에서 그녀를 알고 있던 L. V. 토마스(L. V. Thomas)를 만나 인터뷰했다. 그녀는 동성애자였고 와일리의 연인이었을 수도 있다. 토마스는 “Last Kind Words Blues”가 자기가 만든 곡들 중 하나였을 수도 있겠다고 말했다. 토마스와 그녀는 1920년대 초에 만났다. 장소는 시골의 한 파티장일 수도 있다고 추측된다. 토마스는 그녀가 어느 시골에서 왔으며, 같이 활동했을 때 휴스턴의 이곳(자신이 사는 곳)에서 동거했다고 밝혔다. 또한 자신은 (최초로) 'Geetchie'라고 불렀는데 라이블리가 'Geeshie'로 표기했다고 말했다. 그 둘은 녹음 이후로도 같이 공연하며 이곳저곳을 돌아다녔는데, 1933년에 토마스가 그녀를 오클라호마주 치코(본인 언급인데 치코란 곳은 없으므로 체코타를 의미하는 것으로 추측)에 두고 돌아갔다. 그녀는 1956~57년경에 그녀가 텍사스 서부에 있다는 소문을 들었다고 밝혔다. 와일리의 결혼 전 이름은 모르고 있었다. 그녀를 알고 있고 기억하던 또 다른 인물인 존 D. "돈" 윌커슨(John D. "Don" Wilkerson)은 그녀가 멕시코인이나 무언가였다고 말했다.
그 외에도 1931년에 릴리 매 스콧이란 인물이 손턴 와일리를 칼로 살해한 사건이 있었음이 드러났다. 그녀와 그녀의 남편이 손턴 와일리와 함께 같이 살고 있었다고 여겨졌다는 점, 그녀가 마지막으로 녹음한 해와 일치하는 점이 있어서 그녀와 동일인이 아닌가 하는 추측이 일어났다. 살인 사건이 있었다는 것 외에 다른 정보는 밝혀지지 않았다. 이후 2014년 4월 18일, 케이틀린 러브는 릴리 매 스콧이 와일리와 동일인이고 스콧이란 이름이 결혼 전 성(본명)이 아니었다고 가정하면 릴리 매 분(Lillie Mae Boone, 1908.11.4.~1950.7.29.)이 그녀의 신원일 것이라고 주장했다.

## 음반
| 날짜         | 크레딧                         | A면                      | B면                | 레코드 라벨             |
| ------------ | ------------------------------ | ------------------------ | ------------------ | ----------------------- |
| 1930년 3월경 | Geeshie Wiley                  | "Last Kind Word Blues"   | "Skinny Leg Blues" | 파라마운트 레코드 12951 |
| 1930년 3월경 | Elvie Thomas and Geeshie Wiley | "Motherless Child Blues" | "Over to My House" | 파라마운트 레코드 12977 |
| 1931년 3월경 | Geeshie Wiley and Elvie Thomas | "Pick Poor Robin Clean"  | "Eagles on a Half" | 파라마운트 레코드 13074 |